# Finland i olympiska vinterspelen för ungdomar 2016
Finland deltog i de olympiska vinterspelen för ungdomar 2016 i Lillehammer i Norge som avgjordes 12–21 februari 2016. Truppen bestod av 42 aktiva. Finland tog ett silver och fem brons.

## Medaljörer[2]
| Medalj | Namn             | Sport            | Gren                     | Datum       |
| ------ | ---------------- | ---------------- | ------------------------ | ----------- |
| Silver | Elli Pikkujamsa  | Snowboard        | Flickornas slopestyle    | 19 februari |
| Brons  | Lauri Mannila    | Längdskidåkning  | Pojkarnas längdskidcross | 13 februari |
| Brons  | Rebecca Immonen  | Längdskidåkning  | Flickornas 5 km          | 18 februari |
| Brons  | Henna Ikola      | Snowboard        | Flickornas slopestyle    | 19 februari |
| Brons  | Rene Rinnekangas | Snowboard        | Pojkarnas slopestyle     | 19 februari |
| Brons  | Riikka Honkanen  | Alpin skidåkning | Parallell mixlag         | 20 februari |
| Brons  | Sampo Kankkunen  | Alpin skidåkning | Parallell mixlag         | 20 februari |